# 司馬法
『司馬法』（しばほう）は、司馬穰苴によって書かれたとされる兵法書である。武経七書の一つ。

## 背景
司馬という名称は周代の軍部をつかさどる官名で、それが後に姓名になったものである。この本の主人公の司馬穰苴は斉人で氏は田（つまり田穰苴）であり、斉の景公に任じられ大司馬の職についたので司馬穰苴と呼ばれるようになった。
そもそも、斉は兵法の開祖といわれる太公望が作った国であり、春秋戦国時代では兵法や学問が盛んに研究されていた。有名な孫子も斉人である。司馬法が成立するきっかけになったのは、斉の威王が古くから斉に伝わる兵法を駆使して斉を強国にしたという経緯の元に、兵法の大切さに気づき、家臣たちに命じて、古くから伝わる斉の兵法を研究させ、それに司馬穰苴が作った兵法を付け加えて「司馬穰苴の兵法」としてまとめたというのが有力な説である。

## 内容
全部で百五十五篇あったとされるが、現存するのは『仁本』・『天子之義』・『定爵』・『厳位』・『用衆』の五編のみである。
司馬遷が『司馬法』を評して「その内容は広く深く、三代（夏・殷・周）の戦争についてこれほど詳しく書いてあるものはない」と書いている。現在残っている部分を読むと、兵法そのものよりもむしろ戦争に於ける儀礼的なことを書いた部分が多い。
戦争の礼について述べた部分として、「古は負けて逃げる敵を百歩までしか追わなかった。撤退する敵も三舎までしか追わなかった」と言うものがある。実戦的な部分としては、「戦いにおいて敵より先に動けば疲れ、遅れれば恐怖に襲われる。休めばだらけるし、休まなければ疲れ、休むのが長くなるとまた恐怖に襲われる」と言うものがある。
また「敵の老幼を見れば、傷つけず、援助して帰せ」「若者であっても、抗わないのであれば、敵対するな」「敵が傷ついたのなら薬で治して帰せ」など、敵に対して情けをかけるべきだと説く記述がみられる。

## 刊行書
- 守屋洋、守屋淳『司馬法　尉繚子　李衛公問対』

プレジデント社、1999年。新版2014年 ISBN 483342097X